# Mohammed ibn Abdul-Wahhab
Mohammed ibn Abdul Wahhab (al-Uyayna, 1703 - al-Diriyah, 22 juni 1792) is een Islamitische geestelijke. Hij staat bekend als de stichter van het Wahabisme, wat ook wel eens het Salafisme wordt genoemd.

## Biografie
Mohammed ibn Abdul Wahhab werd in 1703 geboren als zoon van Abdul Wahhab ibn Sulayman, een vermaard rechter in al-Uyayna in de huidige provincie Riyad van Saoedi-Arabië. De stam waartoe zij behoorden is de Bani Thamien. Zijn familie keerde zich af van hem en waarschuwden de mensen voor zijn nieuwe geloof. Hij ontving net als zijn oudere broer Sulayman ibn Abdul Wahhab een religieuze opleiding, maar begon al vroeg ideeën te ontwikkelen die door zijn vader en inmiddels ook geleerde broer als ketters werden gezien.
Sulayman ibn Abdul-Wahhab schreef zelfs een boek tegen hem waarin hij de ideeën van zijn broer weerlegde. Een van Sulaymans bezwaren was dat zijn broer Mohammeds leer erop neerkwam dat iedereen die niet bereid is de andere tot ongelovigen te bestempelen, en als je dat niet doet je zelf een ongelovige bent en dat volgens Mohamed ibn Abdul-Wahhab je de Quran letterlijk moet overnemen.
Mohammed Ibn Abdul-Wahhab liet zich door deze kritiek niet uit het veld slaan en vervolgde zijn opleiding in Medina, waar hij vier jaar bleef. Zijn leraren aldaar maakten zich echter openlijk zorgen over zijn ideeën, zodat hij na enige tijd weer naar zijn geboorteplaats terugkeerde. Van daaruit begon hij handelsreizen in de omgeving te maken en kwam zo in Syrië, Irak en Iran. In dat laatste land kwam hij in direct contact met sjiitische rituelen, die hij prompt veroordeelde.
Mohammed ibn Abdul-Wahhab week vervolgens uit naar Damascus. Daar kwam hij onder de indruk van de school van Ibn tamiyyah die werd afgekeerd door de moslims en werd vastgezet omdat hij zijn Qufur ging prediken.
Terug in zijn geboorteplaats verdiepte Mohammed ibn Abdul-Wahhab zich verder in de Qufur van ibn Tammiyah's geschriften.
Mohammed ibn Abdul-Wahhab ging in Huraimila wonen, de woonplaats van zijn vader sinds 1726 en begon te preken tegen wat hij 'nieuwlichterij' noemde.
Hier schreef deze Ibn Abdul-Wahhab in 1736 zijn enige literaire werk, Kitab at-tawhid (Arabisch voor "Boek over tawhied"), dat de grondtekst zou worden voor het wahabisme. De titel suggereerde natuurlijk dat moslims op dat punt nog wat konden leren. Ibn Abdul-Wahhabs activiteiten werden door zijn vader aan banden gelegd, maar na diens overlijden in 1740 begon Mohammed ibn Abdul-Wahhab een felle en strijdlustige prekencampagne, wat ertoe leidde dat hij uit de stad verbannen werd. Daarop vestigde hij zich in zijn geboortedorp al-Uyayna.
In al-Uyayna maakte Mohammed ibn Abdul-Wahhab zich populair bij de jeugd en trouwde (naar het schijnt om politieke redenen) met een tante van de landvoogd. Mohammed ibn Abdul-Wahhab maakte echter een politieke fout door een vrouw te (laten) stenigen die was betrapt op overspel. Het probleem was dat hij niet de positie van rechter had. Hierna werd Mohammed ibn Abdul-Wahhab opnieuw verbannen en hij besloot veiligheidshalve naar het zuiden uit te wijken.
In Al-Diriyah vormde hij rond 1744 een alliantie met Mohammed bin Saoed, die zijn expansionistische ambities vanaf 1746 hulde in een religieuze missie, de "monotheïsten" tegen de "polytheïsten". De band tussen de twee werd verstevigd met het huwelijk tussen Saoeds zoon en Mohammed ibn Abdul-Wahhabs dochter. Hij werd 89 jaar oud en naar verluidt ging hij als een bejaarde man kruipend naar de moskee om te bidden.